# Сташук, Валерий Леонидович
Вале́рий Леони́дович Сташу́к (род. 1959) — советский украинский легкоатлет, специалист по бегу на короткие дистанции. Выступал на всесоюзном уровне в конце 1970-х — начале 1980-х годов, обладатель серебряной медали чемпионата Европы среди юниоров, серебряный призёр чемпионата СССР, победитель первенств всесоюзного и республиканского значения. Представлял Киев и спортивное общество «Буревестник».

## Биография
Валерий Сташук родился в 1959 году. Занимался лёгкой атлетикой в Киеве, выступал за Украинскую ССР и добровольное спортивное общество «Буревестник».
Впервые заявил о себе в сезоне 1977 года, когда вошёл в состав советской сборной и выступил на юниорском европейском первенстве в Донецке — в индивидуальном беге на 400 метров с личным рекордом 47,78 занял в финале четвёртое место, тогда как в программе эстафеты 4 × 400 метров вместе с соотечественниками Михаилом Линге, Николаем Чернецким и Вячеславом Доценко завоевал серебряную награду, уступив в решающем забеге только команде Восточной Германии.
В 1981 году на чемпионате СССР в Москве с украинской командой стал серебряным призёром в эстафете 4 × 400 метров — здесь их опередила сборная РСФСР.